# Palencsár Miklós
Palencsár Miklós (1977–) magyar közgazdász, üzleti stratéga, „business mentor”. Nemzetközi üzleti specialistaként a RISE személyiség- és viselkedésalapú döntéshozatali mechanizmust értelmező és elemző rendszer megalkotója és fejlesztője. 2021-ben a „Business Coaching Leader of the Year, Europe”, az általa irányított Mentors & Partners Group a „Most Innovative Business Advisory firm, 2021”. Első könyve 2012-ben jelent meg, amely az általa kiépített rendszer alapjait taglalja. Vezetésével először alkalmaztak pszichológiai alapú rendszert sportolók mentális felkészítésére Olimpián, Tokióban és Párizsban. A RISE közreműködött magyar olimpiai érmek megszerzésében, egyéni- és csapatsportban egyaránt.

## Életpályája
Palencsár Miklós Magyarországon született, közgazdászként diplomázott a Gödöllői Agrártudományi Egyetemen, ahol „nevezetes öregdiákként” tartják számon. Karrierjét a Citibanknál kezdte. Alkalmazotti pályáját a Trader Classified Media stratégiai vezetőjeként fejezte be és 28 évesen indította el saját stratégiai tanácsadással foglalkozó vállalkozását. A Mentors & Partners Group tanácsadó cég.  – 3B néven vált ismertté – az üzletfejlesztési piac speciális, meghatározó szereplőjévé vált, köszönhetően egyedi mentoring metodikájának. Több európai és amerikai városban tartózkodik jelenleg is rövidebb-hosszabb ideig, igazodva megbízói üzletfejlesztéseihez. Az üzleti fejlesztések mellett 18 éve sport mentoringgal is foglalkozik. Több klubcsapat és válogatott sikere fűződik a nevéhez, és a RISE rendszer alkalmazásával több érem és sikeres szereplést támogatott a tokiói Olimpián.

## Business Mentoring
Magyarországon kezdte meg a nemzetközi üzleti életben már gyakorolt, a magyar üzleti életben viszont kevéssé ismert, speciális üzletfejlesztési technológiát, a mentoring tevékenységét. Elmélete szerint a modern üzletfejlesztésnél a megbízónak egyszerre van szüksége a tanácsadók szigorú eredményeken alapuló, projektszerű szemléletére és a coaching pszichológiai töltetű, egyént célzó fejlesztésére. A mentor e két területet dolgozza egybe. Megbízásai a nemzetközi üzleti - , sport – és oktatási területekről érkeznek. Több nemzetközi döntéshozót privát mentorként is támogat. Mentori munkájának alapja a RISE döntéshozatali mechanizmust bezonosító rendszer, melynek alapító-tulajdonosa is.

## Művei
2012-ben jelent meg a személyiség alapú üzletfejlesztés  alapjait taglaló könyv – korábbi nevén 3B – , amely azóta 221 000 olvasót mondhat magáénak, ezzel az egyik legsikeresebb üzleti olvasmánynak tekinthető. A könyv fogadtatásának köszönhetően készült el az elektronikus verzió, amely lehetővé tette annak külföldi, egyszerű terjesztését. Jelenleg 18 országból, 4 kontinensről olvassák a könyvet a  rendszert alkalmazó üzletemberek. Második könyve 2016-ban jelent meg. Témája a személyiség alapú értékesítés. Speciális témájának köszönhetően elsősorban a kereskedelmi döntéshozók világában közkedvelt.
Harmadik könyve – Castles by Ants / Hangyákkal várat -  2020-ben került publikálásra. A mű a sport és a pszichológiai rendszer kapcsolatát tárgyalja, és lefekteti a sport személyiség alapú fejlesztésének alapjait a RISE rendszer segítségével. Ennek is köszönhető, hogy sportszakemberek, klubedzők, szövetségi kapitányok, élsportolók fontos olvasmányává vált.
Negyedik könyve szintén a RISE elméleten alapulva, a RISE rendszer fejlesztőivel közösen megalkotva a gyermeknevelés új, személyiség alapú módszertanát publikálja. Megjelenése 2021. január. A könyv díjmentesen érhető el a szülők számára, ezzel támogatva a gyermekek sikeres jövőjének építését, a modern és sikeres gyermeknevelést.
A könyvek anyaga „Modern üzleti kommunikáció”, illetve „Modern üzleti stratégia” címszavak alatt neves hazai intézmények oktatási anyagává vált. Nemzeti válogatottak és nemzetközi sikereket realizáló klubcsapatok fejlesztési alapja.
Palencsár Miklós nevéhez fűződik Magyarország első üzletfejlesztési kézikönyve, a DECISION névre hallgató negyedéves kiadvány létrejötte is. A magazin folyamatos tájékoztatást ad a most már Mentors & Partners Group néven tevékenykedő – 3B néven elinduló – mentor csapat által végzett kutatásokról, a RISE rendszer alkalmazásáról, és nemzetközi stratégiai és trendelemzésekről többek között stratégia, recruitment és generációs kutatás témakörökben.
- 3B. Behaviour based business. Viselkedés alapú üzleti stratégia; IT Business Publishing Kft., Bp., 2012
- Személyiség és viselkedés alapú sales. Stratégia, menedzsment, módszertan; 3B System Hungary Kft., Bp., 2016
- Hangyákkal várat. A csapatsport rendszer alapú pszichológiája. Mentors & Partners Group Kft., Bp., 2020
- GyémántGyurmaGyermek. A személyiség alapú gyermeknevelés alapjai. Decision International Corporation. Boston/USA., 2021

## Konferenciák
- DEAL! 2013 - összefoglaló videó.[7]
- ITBusiness&Technology 2013 - 3B bemutatkozása a magyar üzleti életben.[8]
- ITBusiness & Technology 2013: viselkedés alapú üzleti stratégiák.[9]
- ITBusiness & Technology 2013: üzleti stratégiák az ict-szektorban.[10]
- DEAL 2013 - Értékesítési stratégiai 3B alapokon.[11]
- Empathy 2014 - Empatikus üzleti stratégiák 3B-ben.[12]
- IT Business Club - Szeptember 2014.[13]
- IT Business Club - November 2014.[14]
- Human Hungary 2014. május 27.[15]
- ITB DEAL! 2014 – Palencsár Miklós előadása.[16]
- Human Hungary 2015 – Fókuszban a személyiségtípus-elemző rendszerek.[17]
- DEAL 2015 - Palencsár Miklós előadása.[18]
- ITBusiness&Technology 2016 konferencia – Palencsár Miklós előadása.[19]
- Human Hungary 2016 – Csapat- és cégelemzés Palencsár Miklós stratégától[20][21]
- Deal! 2016 – Azt hiszed, gyerekjáték a sales?[22]
- Deal! 2016 – Mi van akkor, ha megbotlasz?[23]
- INSIDE ITB 2017 - HOT-AIR BALLOON: Palencsár Miklós előadása.[24]
- Human Hungary 2017: Simon's Stage: Brian, a borókabogyó és a messiás.[25]
- Human Hungary 2017: Simon’s Stage – A tehetségek toborzása.[26]
- ITBusiness&Technology 2017: Stafétaátadás a hazai cégeknél.[27]